# Bärstol

Bärstol i rotting, 1850-tal. Livrustkammaren

Bärstol, början av 1900-talet. Hallwylska museet.

En bärstol är en anordning där en eller ett par personer bärs fram av ett antal bärare. Bärstolar har framför allt använts av kungligheter och andra makthavare innan bilar blev vanliga.
Bruket av bärstolar är mycket gammalt och har förekommit i antikens Egypten, Grekland och Rom. Även i Asien, främst Kina och Indien har bärstolarna mycket gamla anor och förekom där tämligen vanligt ännu på 1900-talet. En kvarleva av antikens bärstol är påvens Sedia gestatoria. Bärstolar användes under hela medeltiden och blev särskilt populära på 1600- och 1700-talet som transportmedel i städernas smala och smutsiga gränder. I Stockholm förekom på den tiden hyrtrafik med bärstolar, och under 1800-talet förekom privata bärstolar ännu tämligen flitigt. I Spanien var dessa ännu i början på 1900-talet i bruk.
Senare tiders europeiska bärstolar, portschäser har i allmänhet varit helt slutna och försedda med glas.
Begreppet bärstol används även för nutida ryggsäcksliknade anordningar för att bära barn (bärmes, bärstol, ryggbärare, bära barn i ryggsäck och Child Carrier).

### Notförteckning
1. ↑  ”Bärstol för barn: 2 modeller i test”. Bäst i test. https://www.xn--bst-i-test-q5a.se/barstol. Läst 16 februari 2019.

### Källförteckning
- Carlquist, Gunnar, red (1930). Svensk uppslagsbok. Bd 5. Malmö: Svensk Uppslagsbok AB. sid. 582
- Nationalencyklopedin multimedia plus, 2000 (uppslagsord Bärstol)